# Dominique Mbonyumutwa
Dominique Mbonyumutwa (1921 - 26 juli 1986) was een Rwandees politicus.
Hij diende tussen 28 januari en 26 oktober 1961 als de eerste (voorlopige) president van Rwanda, onmiddellijk nadat koning Kigeli V was afgezet. Rwanda stond toen nog wel onder Belgisch bestuur.  
Mbonyumutwa was een Hutu. Hij was een weinig populaire figuur, mede omdat vele Rwandezen hem zagen als de verdrijver van het koningshuis. Na een volksraadpleging werd hij als president opgevolgd door Gregoire Kayibanda.
Hij stierf in het academische ziekenhuis van Gent in 1986.
Dominique Mbonyumutwa (voorlopig) · Grégoire Kayibanda · Juvénal Habyarimana · Théodore Sindikubwabo (interim) · Pasteur Bizimungu · Paul Kagame